# Europastraße 552
Die Europastraße 552 (kurz: E 552) ist eine etwa 230 km lange Europastraße, die sich von München in Deutschland bis nach Linz in Österreich erstreckt. Sie verbindet die Europastraße 52 in München mit den Europastraßen 55 und 60 in Richtung Italien und Osteuropa.

## Verlauf

### Deutschland
Der Streckenverlauf wird zukünftig bis zur deutsch-österreichischen Grenze der Bundesautobahn 94 (A 94) entsprechen. Allerdings befindet sich diese teilweise noch im Bau oder in Planung. Vom Autobahnkreuz München-Ost reicht die A 94 zurzeit bis zur Anschlussstelle Marktl bei Burghausen. Dort geht die A 94 wieder in die B 12 über. Auch dieser Abschnitt wird durch die A 94 zukünftig ersetzt werden. In Simbach am Inn quert die E 552 mit dem Inn auch die deutsch-österreichische Grenze.

### Österreich
Von Simbach kommend läuft die Europastraße 552 auf der Altheimer Straße (B 148) durch Braunau am Inn an Altheim vorbei bis zur Innkreis Autobahn (A 8) bei Ort im Innkreis. Gemeinsam mit der E 56 folgt die E 552 nun dem Verlauf der A 8. Am Knoten Wels geht die E 552 ab auf die Welser Autobahn (A 25), um dann südlich von Linz an der West Autobahn (A 1) zu enden. Dort trifft sie auf die Europastraßen 55 und 60.